# 孟子世家大宗世系
孟子世家大宗世系：自孟子始，至第一任宗聖奉祀官孟慶棠，孟子世家大宗系歷73代。孟子先祖由不窋起至孟捷，皆取於正史。孟墓至孟激一段，則取自《孟子與孟氏家族》一書。然而孟子以後，45代孟寧以前相承之世系，有多處與正史不符，並不足信，只作參考。

## 孟子先祖

### 傳疑時期
| 世系 | 称谓       | 备注 |
| ---- | ---------- | ---- |
| 世祖 | 黃帝       |      |
| 世祖 | 玄囂       |      |
| 世祖 | 蟜極       |      |
| 世祖 | 帝嚳高辛氏 |      |
| 世祖 | 后稷       |      |

### 夏至春秋時期
此前一段世系失考
- 三十八世祖  不窋
- 三十七世祖  鞠
- 三十六世祖  公劉
- 三十五世祖  慶節
- 三十四世祖  皇仆
- 三十三世祖  差弗
- 三十二世祖  毀隃
- 三十一世祖  公非
- 三十世祖  高圉
- 二十九世祖  亞圉
- 二十八世祖  公叔祖類
- 二十七世祖  古公亶父，周太王
- 二十六世祖  季歷，周王季
- 二十五世祖  周文王
- 二十四世祖  周公旦
- 二十三世祖  魯伯禽
- 二十二世祖  魯煬公
- 二十一世祖  魯魏公
- 二十世祖  魯獻公
- 十九世祖  魯武公
- 十八世祖  魯懿公
- 十七世祖  魯孝公
- 十六世祖  魯惠公
- 十五世祖  魯桓公
- 十四世祖  孟慶父，共仲，魯三桓之長，初稱仲孫氏，後改稱孟孫氏、孟氏。
- 十三世祖  孟敖，孟穆伯
- 十二世祖  孟穀，孟文伯
- 十一世祖  孟蔑，孟獻子
- 十世祖  孟速，孟莊子
- 九世祖  孟羯，孟孝伯
- 八世祖  孟貜，孟僖子
- 七世祖  孟何忌，孟懿子
- 六世祖  孟彘，孟武伯
- 高祖父  孟捷，孟敬子
- 曾祖父  孟墓
- 祖父  孟敏
- 父  孟激，字公宜，元延祐3年（1316年），追封邾國公，仉氏為邾國宣獻夫人。

## 孟子
- 孟子，孟軻，字子舆，娶田氏。

## 孟子後裔
- 第2代  孟仲子，宋政和五年（1115年）追封新泰伯。
- 第3代  孟睪
- 第4代  孟寓
- 第5代  孟舒，漢時初事趙王張敖，後為雲中太守。
- 第6代  孟之後
- 第7代  孟昭，博覽經史，該貫古今，漢為博士。
- 第8代  孟但，善易道，漢武帝時為太子門大夫。
- 第9代  孟卿，事淮陽太守瑕丘蕭奮，善為《禮》、《春秋》，授后蒼、疏廣。
- 第10代  孟喜，字長卿，從田王孫受《易》，舉孝廉為郎，曲臺署長，病免，為丞相椽。
- 第11代  孟鎡
- 第12代  孟興，仕漢為尚書。
- 第13代  孟嘗，字伯周，初為會稽郡戶曹史。後策孝廉，舉茂才，拜徐令，後遷合浦太守。
- 第14代  孟展，字君誠。
- 第15代  孟戫，漢桓帝時為濟陰太守，靈帝中進太常。熹平6年，任太尉。漢光和1年，罷。
- 第16代  孟敏，字叔達。
- 第17代  孟光，字孝裕，漢靈帝末為講部吏，漢昭烈帝時為議郎，後主踐祚，為符節令、屯騎校尉、長樂少府，遷大司農，後坐事免。
- 第18代  孟康，字公休，魏黃初中，以於皇后郭女王有外屬，並受九親賜拜，遂轉為散騎侍郎。正始中，為弘農太守，領典農校尉。嘉平末，徙渤海太守，徵入為給事中散騎常侍，遷中書令，後轉為監，封廣陵亭侯。
- 第19代  孟宗，字恭武，以吳主孫皓字元宗，因易名仁。初為驃騎將軍朱據軍吏，後補為監池司馬，遷吳令。歷豫章太守，遷光祿勳、御史大夫。寶鼎3年，為司空。為24孝之一，即「哭竹生筍」事。
- 第20代  孟楫，晉惠帝時為廬陵太守。
- 第21代  孟觀，字叔時。晉惠帝即位，稍遷殿中中郎，後以為黃門侍郎。再遷積弩將軍，封上谷郡公。司馬倫篡位，署為安南將軍、監河北諸軍事，後司馬倫被推翻，斬首於洛陽，被夷三族。
- 第22代  孟嘉，字萬年，初辟郡廬陵從事，嘗為謝永別駕。後舉秀才，又為庾翼府功曹，再為桓溫參軍。轉從事中郎，遷長史。
- 第23代  孟懷玉，晉末為建武司馬，後封鄱陽縣侯，又為鎮軍參軍、下邳太守。宋義熙3年，出為寧朔將軍、西陽太守、新蔡內史，除中書侍郎、轉輔國將軍、領丹陽府兵、戍石頭。後為中軍咨議參軍，又封陽封縣男。後復為太尉咨議參軍，征虜將軍。8年，遷江州刺史，尋督江州豫州之西陽、新蔡、汝南、潁川司州之松滋六郡諸軍事、南中郎將。11年，加持節。終追贈平南將軍。
- 第24代  孟表，字武達，初仕南齊為馬頭太守，魏太和18年據郡降魏，除輔國將軍、南兗州刺史、領馬頭太守，賜譙縣侯。後因功封汶陽縣開國伯，遷征虜將軍、濟州刺史，為散騎常侍、光祿大夫，進號平西將軍。世宗末，降平東將軍齊州刺史。延昌4年卒，贈安東將軍、兗州刺史，諡曰恭。
- 第25代  孟斌，事魏孝文帝為右丞。
- 第26代  孟威，字能重，歷東宮齊帥、羽林監。魏永平中，自鎮遠將軍、前軍將軍、左右直長，加龍驤將軍，出使高車。還，遷城門校尉、直閣將軍、沃野鎮將。正光初，以兼散騎常侍為副使，從陸希道使迎蠕蠕主還國。復，以兼平北將軍、光祿大夫、假員外常侍為使，護送之。前後頻使遠蕃，復加撫軍將軍。普泰中，除大鴻臚，尋加驃騎大將軍、左光祿大夫。天平3年卒，贈使持節、侍中、本將軍、都督冀瀛滄三州諸軍事、司空公、冀州刺史。
- 第27代  孟恂
- 第28代  孟儒
- 第29代  孟景，仕隋煬帝為鷹揚郎將，宇文化及之變後，為竇建德所戮。
- 第30代  孟善誼，仕隋為河內通守。
- 第31代  孟詵，唐高宗時擢進士第，累遷鳳閣舍人。後出為台州司馬，頻遷春宮侍郎，相王召為侍讀，拜同州刺史。
- 第32代  孟大融
- 第33代  孟浩然，名浩，字浩然，號蓋山人，以字行，唐代襄州襄陽（今湖北襄阳）人，又称「孟襄阳」，盛唐時期著名詩人，屬於山水田園派。孟浩然年輕時曾遊歷四方，故後人稱他孟鹿門、鹿門處士，与王维并称为王孟。
- 第34代  孟雲卿，唐肅宗朝為校書郎，孟浩然長子，有二子，但都無後。
- 第34代  孟庭玢，孟浩然之子
- 第35代  孟郊，唐朝著名詩人，有詩囚之称。
- 第35代  孟酆，孟郊之弟
- 第35代  孟郢，孟郊之弟
- 第35代  孟華，初仕李寶臣為府官屬，唐德宗時擢檢校兵部郎中兼侍御史，無後，以堂姪常謙為嗣。
- 第36代  孟常謙，浩然次子孟庭玢之孫、孟郊之子，終官至柳州司馬。
- 第37代  孟遵慶
- 第38代  孟琯
- 第39代  孟方立，始為澤州天井戍將，稍遷游奕使。
- 第40代  孟承誨，仕後晉為太府卿，天福8年嘗使契丹。
- 第41代  孟漢卿，一作漢瓊，仕後周，官至羽林大將軍。
- 第42代  孟貫
- 第43代  孟昶
- 第44代  孟公齊
- 第45代  孟寧，宋景祐4年，以孔道輔薦，特授鄒縣主簿，奉祀孟子，是為孟氏中興祖。
- 第46代  孟堅，特授徐州知州。
- 第47代  孟寬
- 第48代  孟欽
- 第49代  孟津
- 第50代  孟德義，登進士第，授魚臺縣尹，辭不受。
- 第51代  孟允祖
- 第52代  孟惟恭，字彥通。
- 第53代  孟之訓，字曾甫，元至正間仕為單父儒學教諭，秩滿陞莒州儒學。
- 第54代  孟思諒，字友道，洪武元年（1368年），詔受鄒縣主簿。
- 第55代  孟克仁，字信夫，以子希文授翰林院五經博士，天順三年十二月廿九日同獲追贈。
- 第56代  孟希文，字士煥。景泰二年（1451年），欽授為世襲翰林院五經博士，主奉祀事。
- 第57代  孟元（1477—1533），字長伯，弘治三年（1490年）襲[1]。
- 第58代  孟公肇，希文次子亨之子，字先文，嘉靖二年（1523年），因元早逝而公綮年幼代襲。孟公綮，字橐文，嘉靖十二年（1533年）襲。
- 第59代  孟彥璞，字朝璽，隆庆元年（1567年）襲。
- 第60代  孟承光，字永觀，万历二十九年（1601年）三月初一日襲。天启二年（1622年），值白蓮教之亂，不屈而死，詔贈太僕寺少卿。
- 第61代  孟弘略，承光長子，天啟二年（1622年），同父死節，詔贈光祿寺寺丞。孟弘譽，承光次子，字振揚，天啟三年（1623年）代襲。
- 第62代  孟聞玉，字龍甫，明崇祯二年（1629年）襲，無嗣，由堂弟聞璽襲。孟聞璽，弘譽子，字龍華，清顺治元年（1644年）襲，未幾致仕。
- 第63代  孟貞仁，字靜若，順治元年（1644年）襲。順治三年（1646年），改授內翰林國史院世襲五經博士。
- 第64代  孟尚桂，字播馨，康熙五十五年（1716年）襲。
- 第65代  孟衍泰，字懋東，康熙五十九年（1720年）襲。
- 第66代  孟興銑（1718—1742），字起輝，未襲早卒。
- 第67代  孟毓瀚（1736—1762），字鍾北，乾隆十六年（1751年）襲，無嗣，由堂姪傳槤襲。
- 第68代  孟傳槤（1764—1812），字國模，興銑次弟興錞之孫、毓㶟之子，乾隆四十五年（1780年）承祧大宗，襲。
- 第69代  孟繼烺，字體耀，嘉庆二十年（1815年）襲。
- 第70代  孟廣均（1800—1869），字京華、號雨山，乙酉科拔貢，戊子科舉人，道光十二年（1832年）襲[1][2]。
- 第71代  孟昭銓，字伯衡，四氏學廩生，同治十三年（1874年）襲。
- 第72代  孟憲泗（1850—1894），字法魯，光緒年間襲[3]。
- 第72代  孟憲經（1925—2019），第一派第十六關南户，趙秀蘭之妻，孟慶雪之子，孟黛珍大女，孟清珍二女，孟美丽三女。
- 第73代  孟慶桓，字頌武，早卒未襲，無嗣，次弟慶榕亦無嗣，故由三弟慶棠襲。孟慶棠，字澤南，憲泗三子，光绪二十年（1894年）代襲五經博士，三十一年（1905年）正式承襲；民國三年（1914年）改任奉祀官，民國二十四年（1935年）改稱亞聖奉祀官。
- 第74代  孟繁驥（1909—1990），字雪生，慶棠之子，民國二十八年（1939年）襲任亞聖奉祀官，隨中華民國政府遷台。
- 第75代  孟祥協（1933—2014），繁驥長子，民國七十九年（1990年）襲亞聖奉祀官。2009年7月，中華民國政府宣布亞聖奉祀官將停止繼承。
- 第76代  孟令繼（1978—），繁驥次子祥肅之子，祥協之姪。